# House of Yes: Live from House of Blues
House of Yes: Live from House of Blues je koncertní dvojalbum anglické progresivně rockové skupiny Yes, nahrané v roce 1999 a vydané o rok později, v roce 2000.

## Seznam skladeb

### Disk 1
1. "Yours Is No Disgrace" (Jon Anderson/Chris Squire/Steve Howe/Tony Kaye/Bill Bruford) – 13:04
2. "Time and a Word" (Jon Anderson/David Foster) – 0:58
3. "Homeworld (The Ladder)" (Jon Anderson/Steve Howe/Billy Sherwood/Chris Squire/Alan White/Igor Khoroshev) – 9:45
4. "Perpetual Change" (Jon Anderson/Chris Squire) – 10:49
5. "Lightning Strikes" (Jon Anderson/Steve Howe/Billy Sherwood/Chris Squire/Alan White/Igor Khoroshev) – 5:07
6. "The Messenger" (Jon Anderson/Steve Howe/Billy Sherwood/Chris Squire/Alan White/Igor Khoroshev) – 6:39
7. "Ritual - Nous Sommes Du Soleil" (Jon Anderson/Chris Squire/Steve Howe/Rick Wakeman/Alan White) – 0:59
8. "And You and I" (Jon Anderson; Themes by Bill Bruford/Steve Howe/Chris Squire) – 11:25
  1. "Cord of Life"
  2. "Eclipse" (Jon Anderson/Bill Bruford/Steve Howe)
  3. "The Preacher the Teacher"
  4. "Apocalypse"

### Disk 2
1. "It Will Be a Good Day (The River)" (Jon Anderson/Steve Howe/Billy Sherwood/Chris Squire/Alan White/Igor Khoroshev) – 6:29
2. "Face to Face" (Jon Anderson/Steve Howe/Billy Sherwood/Chris Squire/Alan White/Igor Khoroshev) – 5:32
3. "Awaken" (Jon Anderson/Steve Howe) – 17:35
4. "I've Seen All Good People" – 7:28
  1. "Your Move" (Jon Anderson)
  2. "All Good People" (Chris Squire)
5. "Cinema" (Chris Squire/Alan White/Trevor Rabin/Tony Kaye) – 1:58
6. "Owner of a Lonely Heart" (Jon Anderson/Chris Squire/Trevor Rabin/Trevor Horn) – 6:04
7. "Roundabout" (Jon Anderson/Steve Howe) – 7:43

## Sestava
- Jon Anderson – zpěv
- Chris Squire – baskytara, doprovodný zpěv
- Steve Howe – sólová kytara, doprovodný zpěv
- Igor Khoroshev – klávesy
- Billy Sherwood – rytmická kytara, doprovodný zpěv
- Alan White – bicí